# Campeonato Asiático de Atletismo de 2017 - Lançamento de disco masculino
A prova do lançamento de disco masculino do Campeonato Asiático de Atletismo de 2017 foi disputada no dia 6 de julho de 2017 no Kalinga Stadium em Bhubaneswar, na Índia. 

## Recordes
Antes desta competição, os recordes mundiais e do campeonato nesta prova eram os seguintes:
|                       | Nome          | Nacionalidade     | Distância | Local          | Data                |
| --------------------- | ------------- | ----------------- | --------- | -------------- | ------------------- |
| Recorde mundial       | Jürgen Schult | Alemanha Oriental | 74m 08cm  | Neubrandenburg | 6 de junho de 1986  |
| Recorde do campeonato | Ehsan Haddadi | Irão              | 65m 38cm  | Amã            | 27 de julho de 2007 |
| Recorde asiático      | Ehsan Haddadi | Irão              | 69m 32cm  | Tallinn        | 3 de junho de 2008  |

## Medalhistas
| Ouro                | Prata                | Bronze            |
| Ehsan Haddadi (IRI) | Muhammad Irfan (MAS) | Vikas Gowda (IND) |

## Resultado final
| Posição           | Atleta                   | Nacionalidade  | #1    | #2    | #3    | #4    | #5    | #6    | Resultados | Notas |
| ----------------- | ------------------------ | -------------- | ----- | ----- | ----- | ----- | ----- | ----- | ---------- | ----- |
| Medalha de ouro   | Ehsan Haddadi            | Irão           | 61.67 | 61.80 | 63.76 | 63.55 | x     | 64.54 | 64.54      |       |
| Medalha de prata  | Muhammad Irfan           | Malásia        | 50.93 | 50.83 | 57.53 | x     | 60.96 | x     | 60.96      |       |
| Medalha de bronze | Vikas Gowda              | Índia          | 54.66 | 58.96 | 59.41 | 60.81 | x     | 58.98 | 60.81      |       |
| 4                 | Mustafa Kadhim           | Iraque         | 57.84 | 57.26 | 59.54 | 59.64 | 59.70 | 60.30 | 60.30      |       |
| 5                 | Mohammad Samimi          | Irão           | 55.42 | 59.18 | x     | 59.80 | x     | x     | 59.80      |       |
| 6                 | Essa Mohammed Al-Zankawi | Kuwait         | 56.24 | 57.73 | 58.11 | x     | 58.28 | 55.09 | 58.28      |       |
| 7                 | Sultan Al-Dawoodi        | Arábia Saudita | 57.96 | x     | x     | 57.23 | 57.06 | 57.12 | 57.96      |       |
| 8                 | Yevgeniy Milovatskiy     | Cazaquistão    | 57.00 | x     | 55.65 | 56.48 | 56.41 | x     | 57.00      |       |
| 9                 | Masateru Yugami          | Japão          | 56.31 | 55.68 | 56.66 |       |       |       | 56.66      |       |
| 10                | Zhang Mengjie            | China          | 56.19 | 55.95 | 56.09 |       |       |       | 56.19      |       |
| 11                | Dharamraj Yadav          | Índia          | 53.12 | 53.92 | 54.53 |       |       |       | 54.53      |       |
| 12                | Mohamed Ibrahim Moaaz    | Catar          | 54.49 | x     | 53.83 |       |       |       | 54.49      |       |
| 13                | Kirpal Singh             | Índia          | 53.60 | x     | 53.64 |       |       |       | 53.64      |       |
| 14                | Shigeyuki Maisawa        | Japão          | x     | 50.44 | 52.45 |       |       |       | 52.45      |       |
| 15                | Osama Hassan             | Arábia Saudita | x     | x     | 45.89 |       |       |       | 45.89      |       |
| 16                | Dan Lal                  | Myanmar        | 39.79 | 40.68 | 39.84 |       |       |       | 40.68      |       |

Legenda
| Recorde mundial       | Recorde mundial (World record)               |                       | Recorde africano                      | Recorde africano (African) |                                           | Q | Classificado por posição (Qualified) |
| Recorde do campeonato | Recorde do campeonato (Championship record)  | Recorde da América    | Recorde da América (Americas)         | q                          | Classificado por melhor tempo (Qualified) |   |                                      |
| Melhor marca do ano   | Melhor marca do ano (World leading)          | Recorde asiático      | Recorde asiático (Asian)              | DNS                        | Não largou (Did not start)                |   |                                      |
| Recorde nacional      | Recorde nacional (National record)           | Recorde europeu       | Recorde europeu (European)            | DNF                        | Não terminou (Did not finish)             |   |                                      |
| Recorde pessoal       | Recorde pessoal do atleta (Personal best)    | Recorde da Oceania    | Recorde da Oceania (Oceania)          | DSQ / DQ                   | Desclassificado (Disqualified)            |   |                                      |
| Recorde da temporada  | Recorde da temporada do atleta (Season best) | Recorde sul-americano | Recorde sul-americano (South America) | NM                         | Sem marca (No mark)                       |   |                                      |